# Fred Pentland
Frederick Beaconsfield Pentland (Wolverhampton, Inglaterra, 29 de julio de 1883-Lytchett Matravers, Inglaterra, 16 de marzo de 1962), más conocido como Fred Pentland, fue un futbolista y entrenador inglés de comienzos del siglo XX. Fue cinco veces internacional con Inglaterra, aunque destacó sobre todo en su faceta como entrenador, que desarrolló principalmente en España, donde entrenó a varios clubes como el Racing de Santander, el Real Oviedo y, sobre todo al Atlético de Madrid y el Athletic Club, equipos a los que dirigió varias temporadas.
También fue durante breves períodos seleccionador de Alemania y Francia, además de ser segundo entrenador del Brentford F.C., ya de vuelta en Inglaterra, y entrenador del Borrow A.F.C., que sería el último club en su larga carrera deportiva.
Pentland ganó su apodo El Bombín, debido al uso de este característico sombrero inglés mientras entrenaba en España. Todavía permanece como el entrenador con más títulos de la historia del Athletic Club. En 1959 el club vizcaíno invitó a Pentland a Bilbao para un partido amistoso en su honor contra el Chelsea. Cuando murió en 1962, el Athletic celebró una misa en su honor en San Mamés. En 2010, al cumplirse ochenta años de los títulos obtenidos por el club vizcaíno cuando fue dirigido por Pentland, este organizó una exposición conmemorativa e invitó a la hija del recordado entrenador a realizar el saque de honor antes del encuentro de Liga que le enfrentó al F. C. Barcelona en San Mamés el 25 de septiembre de 2010.

## Carrera como jugador
Al contrario que en su etapa como entrenador, que tendría lugar fuera de su país, Fred Pentland desarrolló toda su carrera como jugador en Inglaterra, donde entre 1903 y 1913 jugó en varios equipos: Blackpool F.C., Blackburn Rovers, Brentford F.C., Queens Park Rangers, Middlesbrough F.C., Halifax Town A.F.C. y Stoke City. Ayudó al Queens Park Rangers a ganar la Southern Football League en 1908 y en consecuencia jugó la FA Charity Shield (equivalente a la Supercopa española) contra el campeón de la Liga Inglesa el Manchester United. Mientras jugaba en el Middlesbrough F.C. consiguió sus 5 internacionalidades con Inglaterra.
| Club                | Años      |
| ------------------- | --------- |
| Blackpool F.C.      | 1903      |
| Blackburn Rovers    | 1903-1906 |
| Brentford F.C.      | 1906-1907 |
| Queens Park Rangers | 1907-1908 |
| Middlesbrough F.C.  | 1908-1912 |
| Halifax Town A.F.C. | 1912      |
| Stoke City          | 1913      |

### Partidos internacionales
Fred Pentland fue internacional con Inglaterra en cinco ocasiones. Las siguientes:
| Fecha      | Competición       | Estadio               | Ciudad                  | Partido    | Partido | Partido    |
| ---------- | ----------------- | --------------------- | ----------------------- | ---------- | ------- | ---------- |
| 15/03/1909 | Home Championship | City Ground           | Nottingham (Inglaterra) | Inglaterra | 2:0     | Gales      |
| 03/04/1909 | Home Championship | The Crystal Palace    | Londres (Inglaterra)    | Inglaterra | 2:0     | Escocia    |
| 29/05/1909 | Amistoso          | Millenáris Sporttelep | Budapest (Hungría)      | Hungría    | 2:4     | Inglaterra |
| 31/05/1909 | Amistoso          | Millenáris Sporttelep | Budapest (Hungría)      | Hungría    | 2:8     | Inglaterra |
| 01/06/1909 | Amistoso          | Hohe Warte Stadion    | Viena (Austria)         | Austria    | 1:8     | Inglaterra |

## Carrera como entrenador

### Alemania y Francia
Tras retirarse como jugador, Pentland fue a Berlín en 1914 para hacerse cargo de la Selección Olímpica Alemana. Desgraciadamente a los pocos meses de su llegada estalló la Primera Guerra Mundial y en consecuencia fue recluido en Alemania. En el campo de concentración de Ruhleben organizó una Liga de fútbol entre los prisioneros. En 1920 entrenó a Francia en los Juegos Olímpicos de Amberes (Bélgica), llegando con su equipo hasta las semifinales.

### España
En 1920 comenzó su carrera en España, entrenando al Racing de Santander, pero fue rápidamente contratado por el Athletic Club. En 1923 llevó al club a la victoria en la Copa del Rey. Pentland revolucionó el estilo de juego del Athletic, favoreciendo el pase corto.
En 1925 dejó el Athletic y entrenó al Athletic de Madrid, Real Oviedo y de nuevo al Atlético de Madrid, al que dirigió en la temporada inaugural del Campeonato Nacional de Liga (1928/29).
En 1929 Pentland volvió al Athletic Club, con el que consiguió dos dobletes Liga-Copa en 1930 y 1931. También ganó la Copa en 1932 y 1933, completando una serie de cuatro triunfos consecutivos. En ambas temporadas quedó como subcampeón de Liga. El Athletic de Pentland era notable por sus prolíficos goleadores como Bata, Gorostiza e Iraragorri.
Como entrenador del Athletic bilbaíno, Pentland estuvo al frente del equipo cuando este consiguió la victoria más abultada de su historia, al ganar 12-1 al F. C. Barcelona en el partido disputado en San Mamés el 8 de febrero de 1931 en la décima jornada de la temporada 1930/31.
En 1933 retornó nuevamente al Atlético de Madrid, al que dirigiría tres temporadas más, retornando definitivamente a Inglaterra en 1936, al estallar la guerra civil española. Allí dirigiría a su último club, el Barrow A.F.C..
| Club                                     | Años      |
| ---------------------------------------- | --------- |
| Selección Olímpica de fútbol de Alemania | 1914      |
| Selección de fútbol de Francia           | 1920      |
| Real Santander Racing Club               | 1920-1922 |
| Athletic Club                            | 1922-1925 |
| Athletic Club de Madrid                  | 1925-1926 |
| Real Oviedo                              | 1926-1927 |
| Arenas Club de Getxo                     | 1927-1928 |
| Athletic Club de Madrid                  | 1928-1929 |
| Selección de fútbol de España            | 1929      |
| Athletic Club                            | 1929-1933 |
| Athletic Club de Madrid                  | 1933-1936 |
| Barrow A.F.C.                            | 1938-1940 |

## Títulos
Jugador Queens Park Rangers
- Southern Football League: 1 (1907/08).

Entrenador Athletic Club
- Campeonatos de Liga: 2 (1929/30 y 1930/31).
- Campeonatos de Copa: 5 (1923, 1930, 1931, 1932 y 1933).
- Campeonatos de Vizcaya: 5 (1922/23, 1923/24, 1930/31, 1931/32 y 1932/33).